# Чулница (Арђеш)
Чулница (рум. Ciulnița) насеље је у Румунији у округу Арђеш у општини Леордени. Oпштина се налази на надморској висини од 225 m.

## Становништво
Према подацима из 2002. године у насељу је живело 1062 становника, од којих су сви румунске националности.